# Hela Ayari
Hela Ayari (sinh ngày 26 tháng 8 năm 1994) là một Judoka người Tunisia. Cô đã giành chiến thắng trong hạng cân của mình trong Giải vô địch Judo châu Phi năm 2012, 2014, 2015 và 2016.
Cô từng thi đấu tại Thế vận hội mùa hè 2016 ở Rio de Janeiro, ở hạng cân 52 kg nữ.